# Szymon Szewc
Szymon Szewc (Simon z Aten, gr. Σίμων Ἀθηναῖος, σκυτοτόμος; V w. p.n.e.) – był uczniem Sokratesa i „ pracującym filozofem”. Znany jest głównie z relacji podanej w Żywotach i poglądy słynnych filozofów Diogenesa Laertiosa. Wspomniany jest również przez Plutarcha i Synezjusza; wiadomo, że uczeń Sokratesa, Fedon z Elidy, napisał dialog zatytułowany Szymon.

## Wpływ
Ksenofont donosi, że ponieważ młodzież nie miała wstępu na Agorę, gromadziła się w okolicznych warsztatach. Sokrates odwiedzał te sklepy, aby rozmawiać z kupcami, wśród których był Szymon. Szymon spisał te rozmowy, na ile je pamiętał. Były to pierwsze dialogi sokratejskie. Rzeczywiście, doskonałość Szymona w sztuce szewskiej była formą wiedzy, którą Sokrates z Apologii Platona przedstawił jako jedyny przykład prawdziwej wiedzy.
Pisma Szymona zwróciły uwagę Peryklesa, który zaoferował mu utrzymanie, pod warunkiem, że zamieszka on z nim. Szewc odmówił, argumentując, że nie chce rezygnować z niezależności.
 
Wielu późniejszych filozofów kojarzyło Szymona z określonym filozoficznym stylem życia.

Wydaje się, że cynicy wyidealizowali Szymona. Wśród ocalałych listów cynickich znajduje się kilka fałszywych listów sokratejskich, napisanych w II lub III wieku, w których różni uczniowie Sokratesa, w tym Antystenes, Arystyp i Ksenofont, omawiają filozofię z cynicznego punktu widzenia. Szymon jest opisany w tych listach jako idealna postać cynika. Jeden z tych listów rzekomo pochodzi od samego Szymona i jest skierowany do Arystypa:
Słyszałem, że wyśmiewasz naszą mądrość w obecności Dionizego. Przyznaję, że jestem szewcem i wykonuję taką pracę, i podobnie, gdyby to było konieczne, przeciąłbym jeszcze raz rzemyki, aby napomnieć głupców, którzy myślą, że żyją w wielkim luksusie. Antystenes będzie karcił twoje głupie żarty. Piszecie bowiem do niego listy, w których wyśmiewacie się z naszego sposobu życia. Ale niech wystarczy to, co ci powiedziałem żartem. W każdym razie pamiętaj o głodzie i pragnieniu, gdyż są one wiele warte dla tych, którzy dążą do panowania nad sobą.
W dialogu Cataplus Lukiana grupa zmarłych, w tym tyran Megapenthes, dociera do Zaświatów w łodzi Charona. Lukian łączy swojego idealnego cynika, Cyniskusa, z szewcem Micyllusem, który jako jedyny - choć z rezygnacją - akceptuje swój los. Tutaj Lukian podąża za konwencją literacką swoich czasów, łącząc cynika z szewcem.

Pod wpływem cyników stoicy również czerpali inspirację od Szymona. Mówi się, że Zenon z Kition stworzył zbiór anegdot o Kratesie. Stobajos zachował jedną z nich:
Zenon powiedział, że Krates siedział w warsztacie szewskim i czytał na głos Protrepictus Arystotelesa, napisany dla Temisona, króla Cypru. Stwierdził on o nim, że nikt nie ma większych korzyści z bycia filozofem, ponieważ miał wielkie bogactwo, aby móc wydawać pieniądze na tę działalność i nadal mieć nienaruszoną reputację. Zenon powiedział, że kiedy Krates czytał, szewc był uważny, ale cały czas szył. Na co Krates powiedział: „Wydaje mi się, Philiscusie, że powinienem napisać dla ciebie Protreptyk, ponieważ widzę, że masz więcej korzyści z bycia filozofem niż człowiek, o którym pisał Arystoteles”.

## Historyczność

### Wątpliwości
Niektórzy uczeni sugerowali, że Szymon był postacią czysto fikcyjną. Główną podstawą wątpliwości jest fakt pominięcia go w dziełach Platona, Ksenofonta i Arystofanesa – głównych źródeł o Sokratesie. Inni uczeni zwracają uwagę, że brak dowodów istnienia nie jest dowodem na nieistnienie.
Jeśli rzeczywiście jest postacią fikcyjną, najprawdopodobniej mógł być wymyślony przez Fedona z Elidy w jego dialogu Szymon – z którego zachowało się tylko kilka fragmentów.

### Argumenty za
Badania archeologiczne ujawniły pozostałości sklepu w pobliżu Tholos w południowo-zachodnim rogu agory w Atenach, w którym znaleziono duże ilości ćwieków i podstawę garnka z inskrypcją „Szymona” (gr. ΣΙΜΟΝΟΣ). Sceptycy twierdzą, że nie ma pewności, czy to sklep Szymona.
W listach cyników Szymon jest wymieniany przez Antystenesa i Arystypa, a nawet bierze udział w rozmowie. Jednak te listy są późniejszymi dziełami rzymskimi.
W Heraklesie Antystenes odwołuje się do Szymona. Byłoby więc mało prawdopodobne, aby był postacią literacką wykorzystaną przez dwóch wczesnych pisarzy: Antystenesa i Fedona z Elidy.
W spisie dialogów Szymona u Diogenesa Laertiosa brak porządku, a powtórzenia niektórych tytułów przemawiają przeciwko sfabrykowaniu dzieł.

## Prace
Według Diogenesa Laertiosa, pisma Szymona były pierwszymi dialogami sokratejskimi. Sugerowano, że wszystkie jego prace mogły zmieścić się na dwóch paginacji Stefana.
Podobnie jak w przypadku samego Szymona, również podano w wątpliwość prawdziwość tych zaginionych dzieł, ale brak jakiegokolwiek porządku w liście Diogenesa i powtarzanie się niektórych tytułów przemawiają przeciwko jej sfabrykowaniu.
Diogenes Laertios wymienia trzydzieści trzy rozmowy (dialogi), które znalazły się w jednym tomie. Tytuły jego prac są następujące:
1) O bogach
2) O dobru
3) O pięknie
4) Czym jest piękno
5 i 6) O sprawiedliwości dwa dialogi
7) O tym, że cnoty nie można się nauczyć
8, 9 i 10) O męstwie trzy dialogi
11) O prawie
12) O przywódcach ludu
13) O honorze
14) O poezji
15) O dobrym samopoczuciu
16) O miłości
17) O filozofii
18) O wiedzy
19) O muzyce
20) O poezji
21) Czym jest piękno
22) O nauczaniu
23) O umiejętności prowadzenie rozmów
24) O wydawaniu sądów
25) O bycie
26) O liczbach
27) O staranności
28) O sprawności
29) O chciwości
30) O chełpliwości
31) O pięknie
Jednak ostatnio argumentowano, że Diogenes Laertios miał na myśli raczej to, że Szymon był pierwszym, z którym Sokrates prowadził filozoficzne rozmowy.